# ويليام تي ديلارد
ويليام تي ديلارد (بالإنجليزية: William T. Dillard)‏ هو رائد أعمال وشخصية أعمال أمريكي، ولد في 2 سبتمبر 1914 في مينرال سبرينغز في الولايات المتحدة، وتوفي في 8 فبراير 2002 في ليتل روك في الولايات المتحدة.

## وصلات خارجية
- ويليام تي ديلارد على موقع إن إن دي بي (الإنجليزية)